# 中美續修條約
《中美續修條約》，又譯《安吉立條約》（Angell Treaty）、《安吉爾條約》，是1880年11月17日在北京簽訂的条约，对1868年中美《蒲安臣条约》進行了修改。

## 历史背景
1868年，中国和美国签订了《蒲安臣条约》，两国建立了正式的友好关系，同时鼓励来自中国的移民，并给予居住在另一国的任何一国公民一些特权，但拒绝给予来自中国的移民入籍的特权。
19世纪70年代，美国国会一再努力限制中国移民到美国。这方面的成果之一是1875年的《佩奇法案》，该法案禁止被认为倾向于从事卖淫的妇女和任何作为强迫劳动者来到美国的人移民。该法案并没有显著限制大部分男性自由中国劳工的流动。
根據1880年美國人口普查，美國當時華人人口有105,000人，佔美國人口的1/500。

### 十五名乘客修正案
国会两院通过的第一项大幅减少中国移民的法案是1879年的《十五名乘客修正案》（Fifteen Passenger Bill）。该法案禁止海船在任何一次前往美国的航行中搭载超过15名中国乘客。船长被要求在抵达时出示所有中国乘客的宣誓名单，违者将被罚款100美元和6个月监禁。然而，当时的美国总统拉瑟福德·海斯否决了该法案，因为它违反了蒲安臣条约的条款。他对该法案的目的表示同情，并建议与中国协商修改该条约。

### 安吉立委员会
海斯派了一个由安吉立领导的委员会到中国谈判一项新的条约，允许限制中国移民。約翰·富蘭克林·斯威夫特和威廉·特雷斯科特也和安吉立一起担任委员。委員會于1880年8月初抵達中国。1880年11月17日，在北京签署了新的条约。根据新条约，美国政府将暂停移民的熟练和非熟练劳工从中国，同时仍然允许移民的白领的专业人员。该条约也重申了美国继续致力于保护的权利和特权的中国劳动者已经在美国。
前言写道：“美国，由于不断增加的中国劳工移民到美国领土，以及这种移民带来的尴尬，现在希望谈判修改现有的条约，这不应直接违背其精神。” 
该条约与另一项对鸦片贸易实施限制的条约一起缔结，该条约也是由安吉立委员会谈判达成的。

### 结论，批准和宣布
订立条约的日期是：
- 在北京缔结时间：1880年11月17日
- 美国参议院建议批准时间： 1881年5月5日
- 美国总统批准时间：1881年5月9日
- 批准书交换日期： 1881年7月19日
- 公告时间：1881年10月5日

## 后续更改
美国单方面通过的1882年《排华法案》（1882年5月6日通过）将排华期又延长了10年。该法案1884年的一项修正案要求离开美国的中国劳工如果想重新进入美国，必须获得重新进入许可。后来，《史考特法案》禁止离开美国的中国劳工回国。1892年的《吉爾里法案》，又将对中国人的隔离延长了十年，并且预计在1902年把对中国人的隔离变为永久性隔离。
19世纪80年代美国最高法院审理的两起案件引用了《安吉立条约》：
- 周衡诉合众国案（英语：Chew Heong v. United States）[译注 8]（1884年）: 周衡在《排华法案》通过之前已经离开美国前往中国，他没有该法案1884年修正案规定的重返许可。他本可以按照离开时的法律制度重新进入，这是由《蒲安臣條約》和《安吉立條約》形成的。当被拒绝再次进入美国时，他对这一决定提出异议。最终，最高法院做出了有利于他的判决。
- 柴禅平诉合众国案[译注 9]（1889年）：柴禅平在《史考特法案》之前离开美国，根据排华法案的要求获得了重新入境许可。然而，史考特法案通过后，他回美時被拒绝再次入境。他援引《蒲安臣条约》和《安吉立條約》对该决定提出质疑，但最终最高法院支持政府。

## 译注

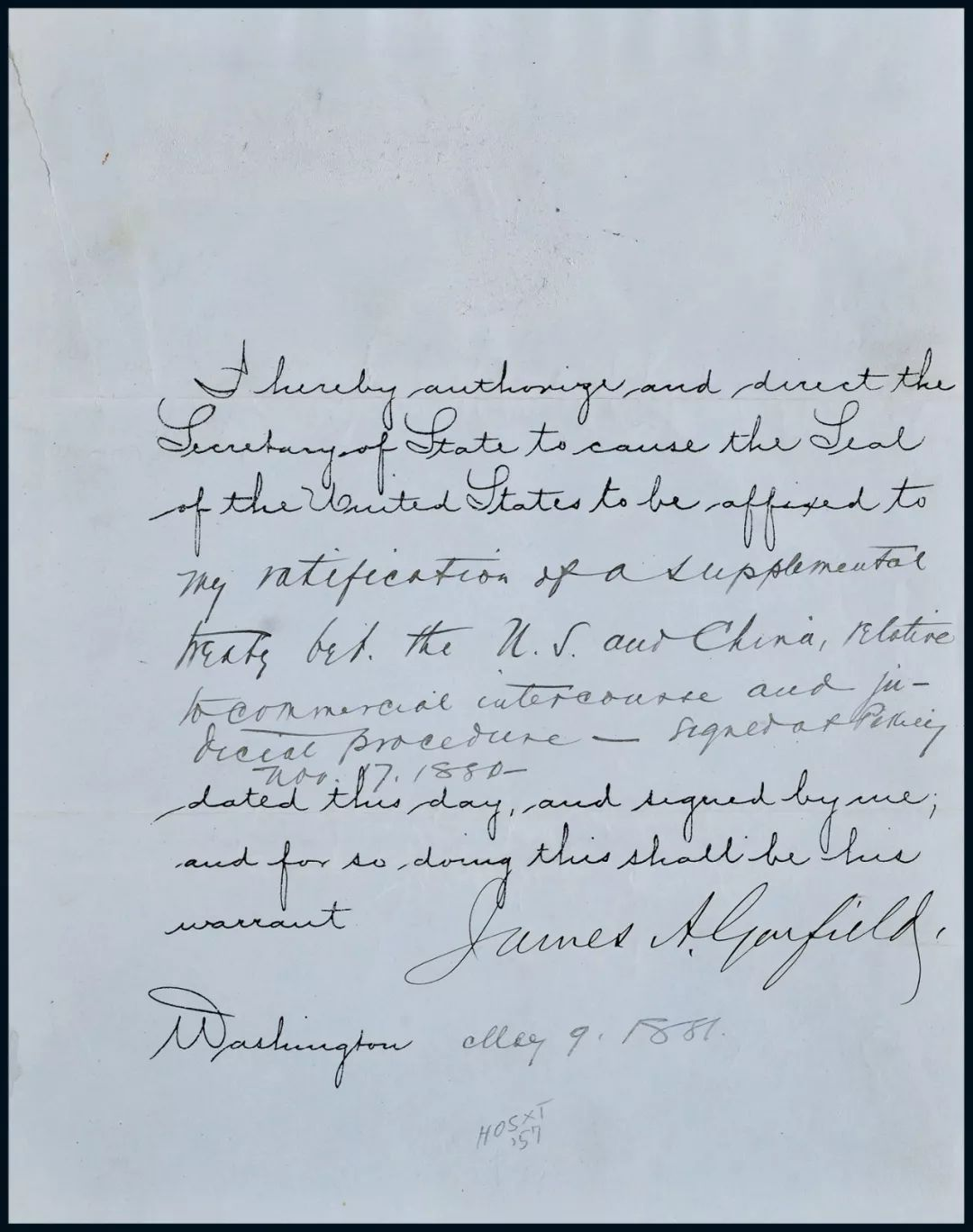
美國總統加菲爾德批准此約的的總統令

1. ↑  译名來自《中美友好通商航海條約·第二十九條》，以及《陈兰彬与晚清外交》[1]
2. ↑  译名参考自李鴻章外部函稿[2]、《清史稿·志一百三十一·邦交四·美利堅》、《近代来华外国人名辞典》[3]及山东大学硕士论文[4]
3. ↑  译名参考中華民國外交部[9]
4. ↑  译名参考僑務委員會補助僑務學術研究報告與侨报网[10][11]
5. ↑  译名参考自搜狐网[13]
6. ↑  译名参考自纽约时报中文网[19]，另有来源译为“斯科特法”[20]
7. ↑  译名参考自搜狐网[21]
8. ↑  译名参考自凤凰网[20]另有来源译为“香釗訴美國”[22]
9. ↑  译名参考自凤凰网[23]，另有来源译为“遲成平訴美國”[22]